# Съедобная посуда
Съедобная посуда — это посуда, которую можно употребить в пищу после использования. Съедобная посуда может быть как домашнего изготовления, так и выпускаться компаниями в промышленном масштабе.

## История

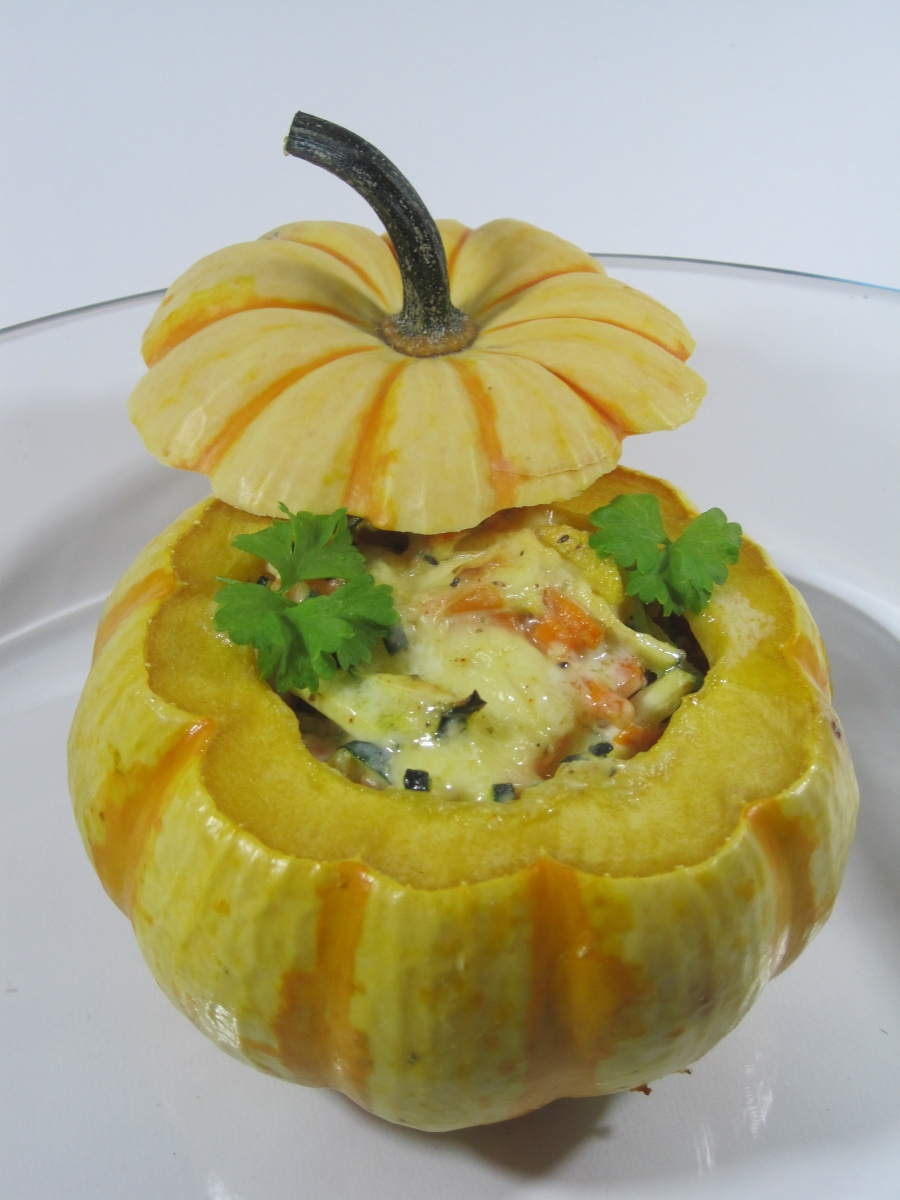
посуда из тыквы

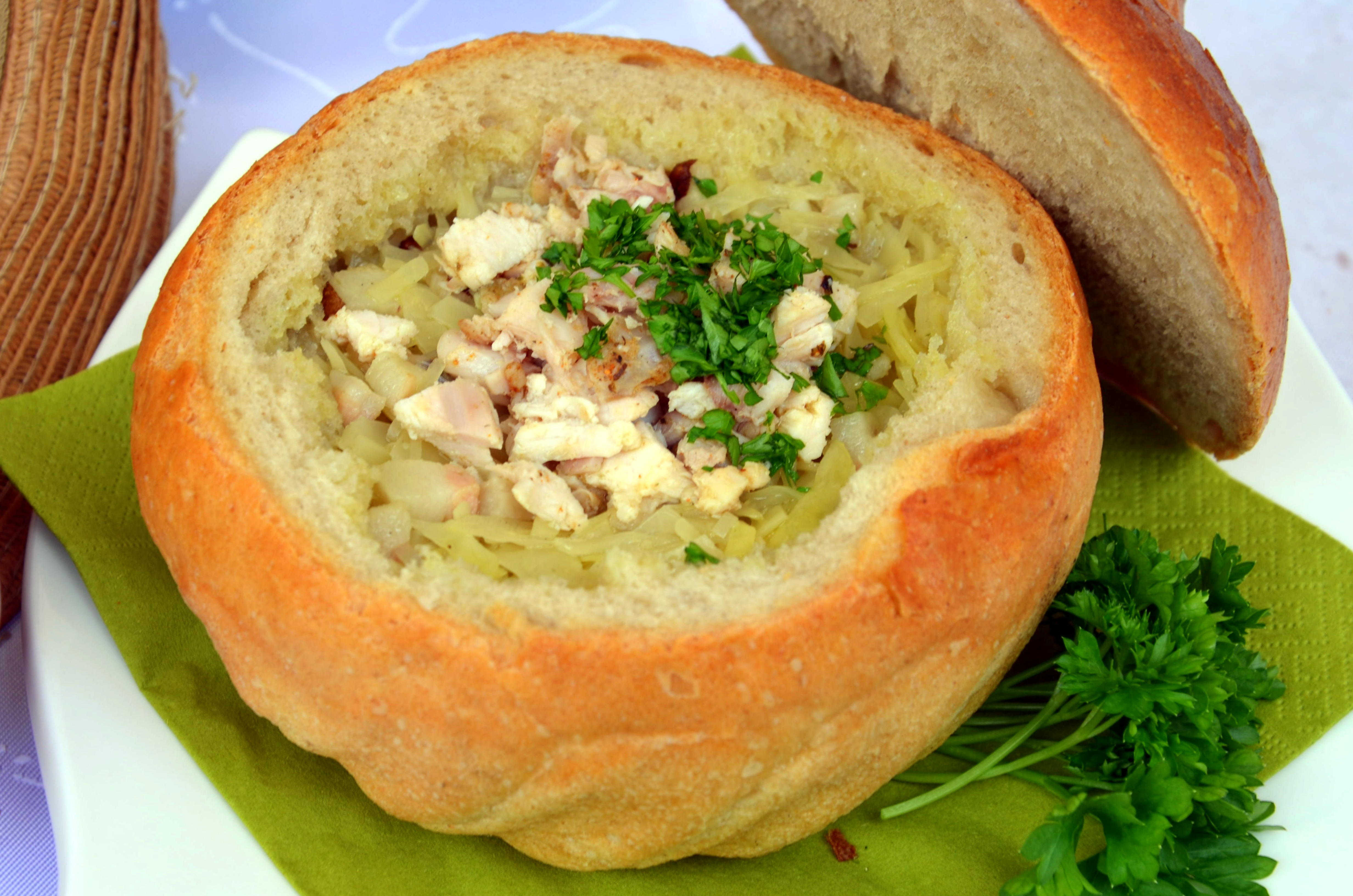
посуда из хлеба

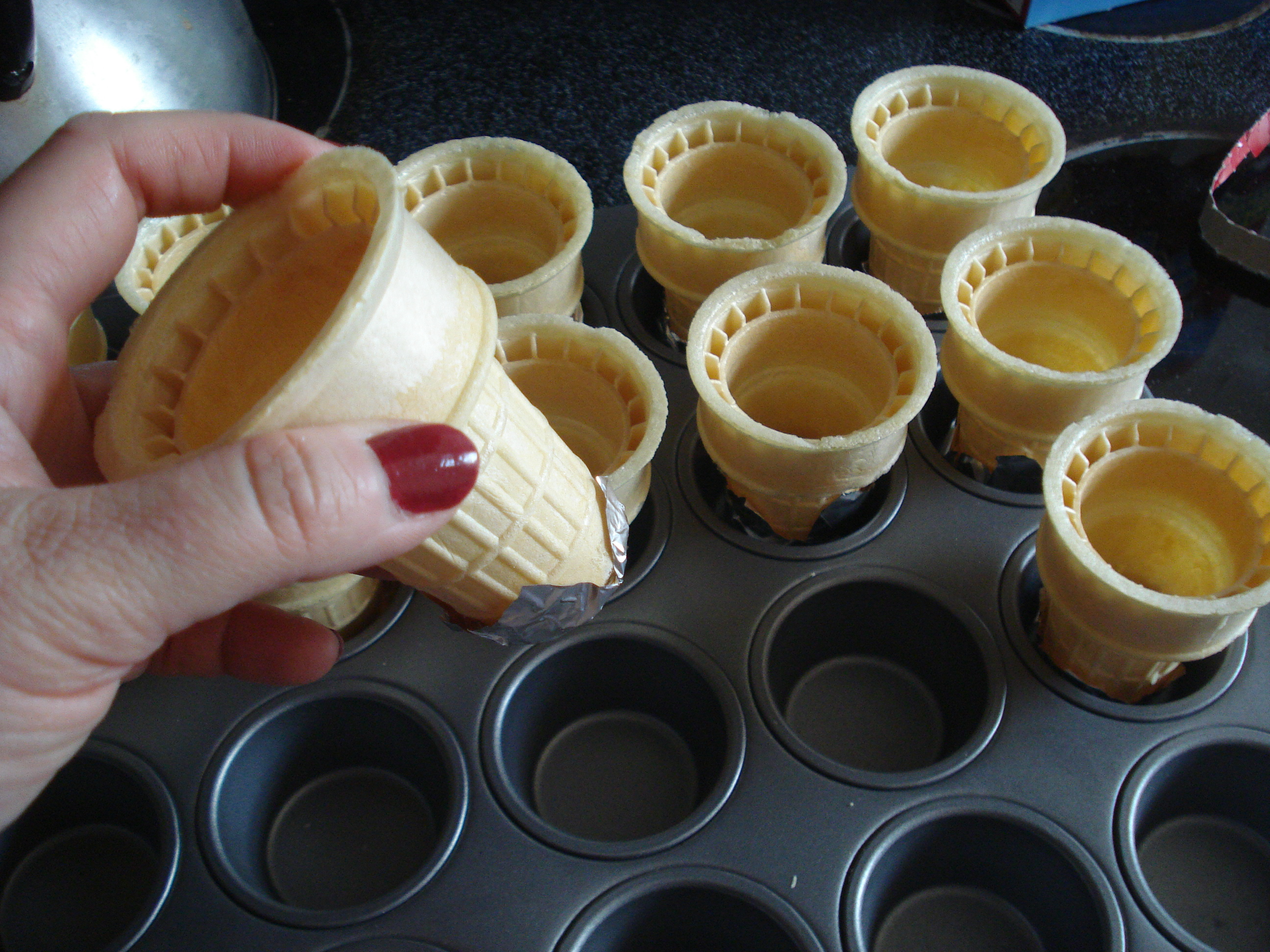
вафельные рожки для мороженого

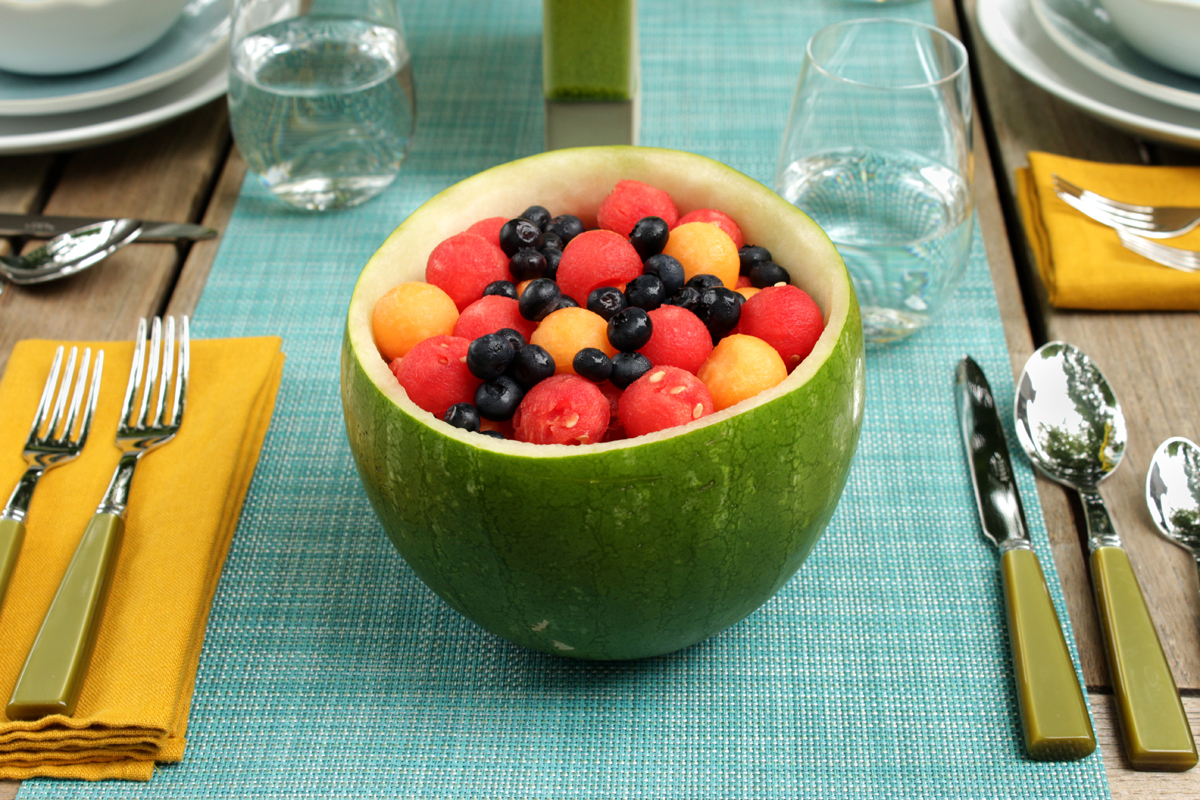
фруктовый салат в арбузе

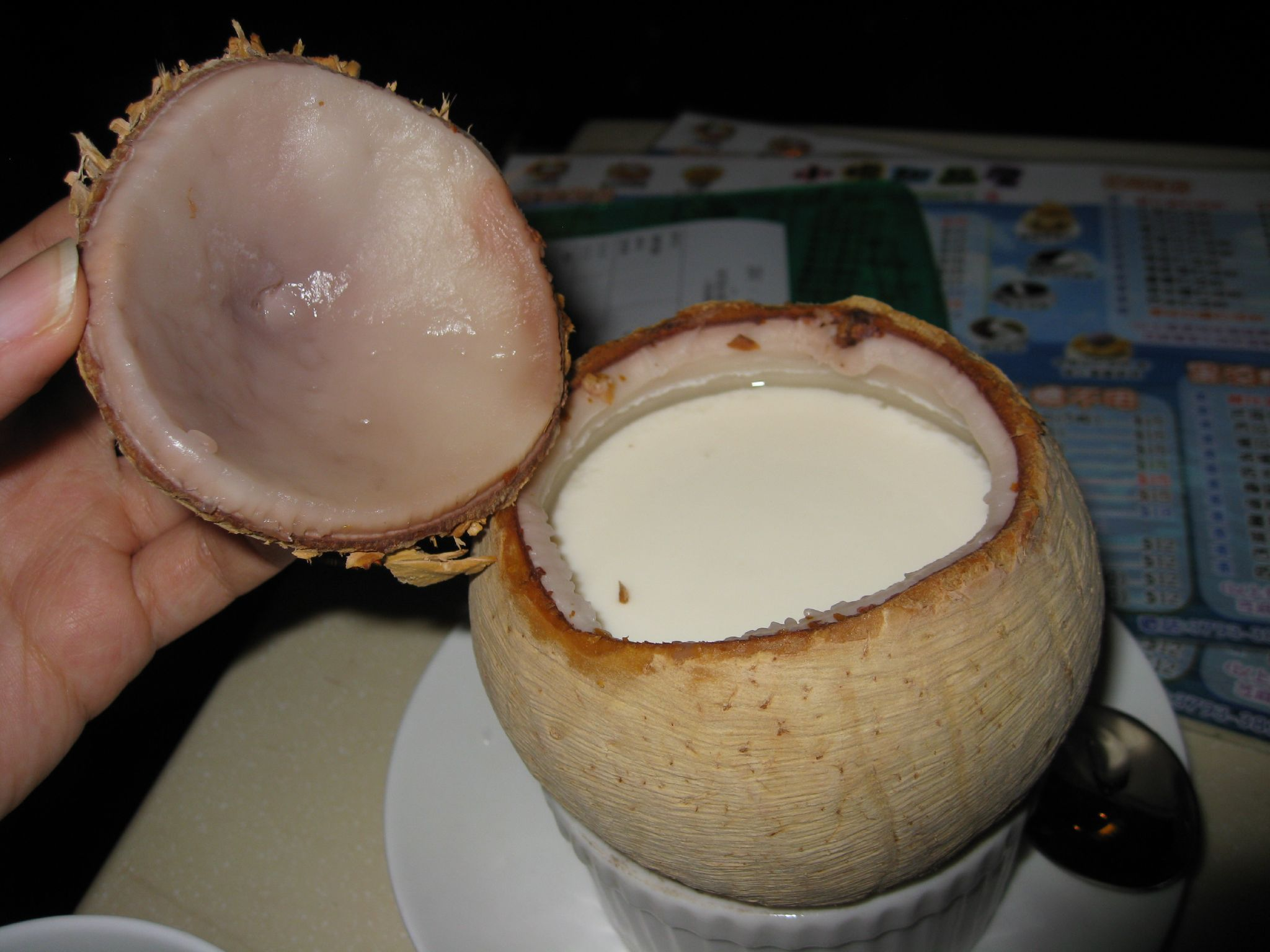
кокос

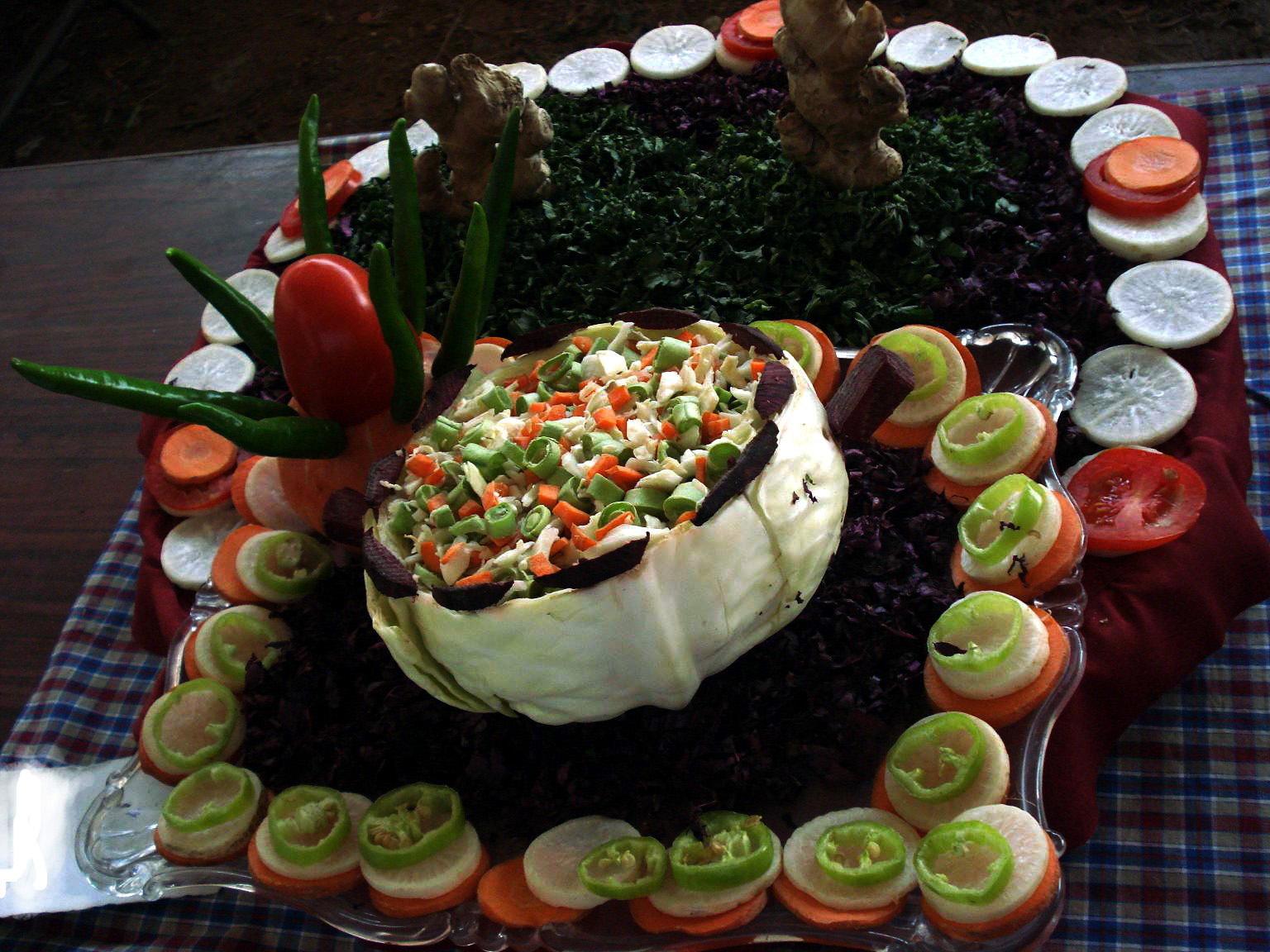
салат на капусте в форме миски

Съедобная посуда (тарелки, стаканы, столовые приборы), сделанная из сахарного теста, используется ещё с XVI века и в те времена считалась признаком богатства. В 1562 году рецепт столовых приборов, таких как нож, вилка и ложка, был опубликован в книге химика Жироламо Рушелли.
В настоящее время съедобная посуда воспринимается как экологическая альтернатива посуде, сделанной из материалов, загрязняющих окружающую среду (в том числе из пластика).
Промышленное производство съедобной посуды на данный момент не является сопоставимым с посудой из традиционных материалов: пластик, алюминий, дерево и др. Некоторые исследователи предполагают, что в будущем для посуды и упаковки продуктов, будут использоваться биоразлагаемые съедобные материалы: овощи, фрукты, крахмал, мучные изделия, морские водоросли.

## Примеры реализации

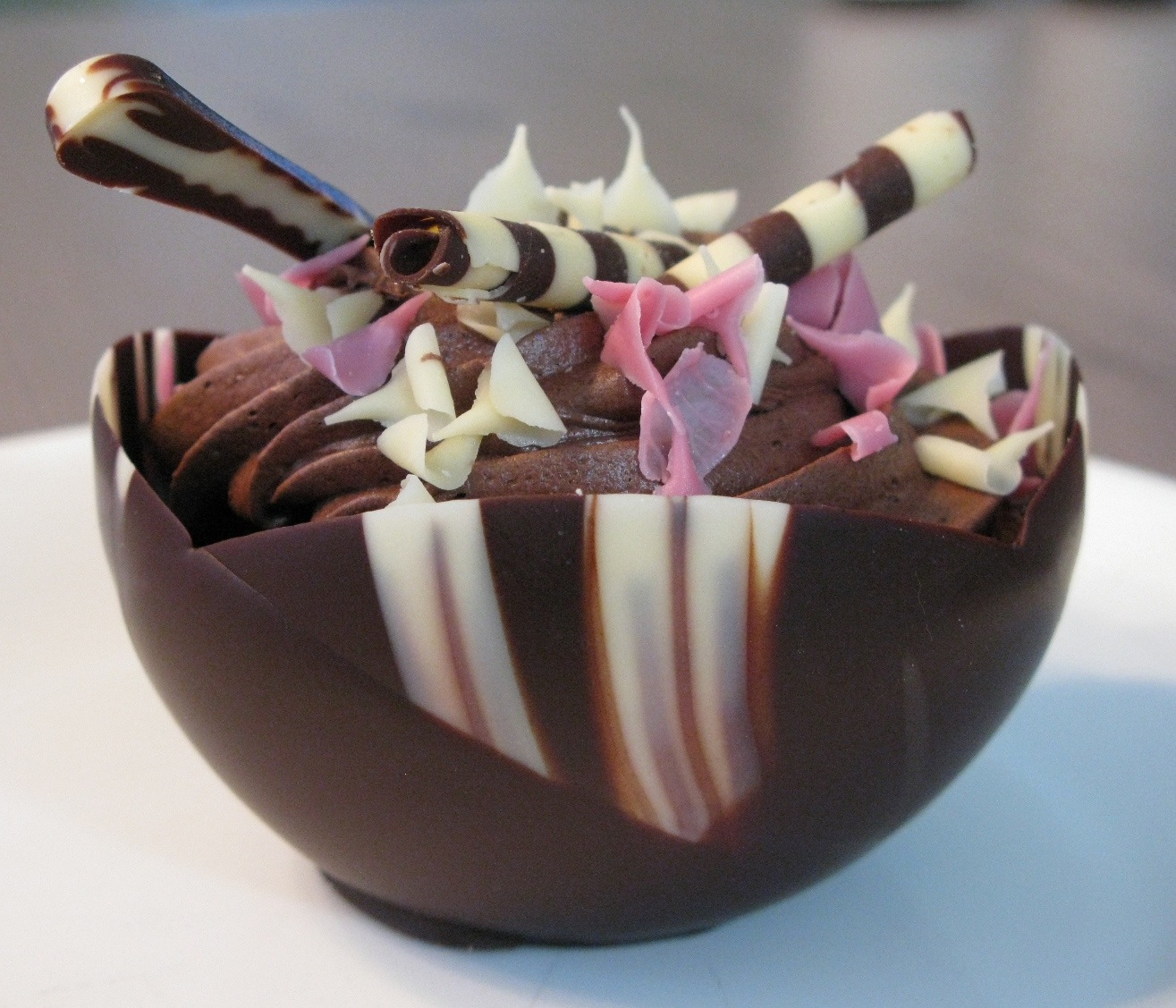
шоколадная тарелка

- Организаторы Лондонского марафона используют съедобные шарики с водой. Капсулы сделаны из водорослей. Полностью тара разлагается за шесть недель. В 2019 году на Лондонском марафоне использовали более 30 тысяч биоразлагаемых капсул[4].
- Индийская компания Bakeys занимается производством съедобной посуды из рисовой муки.
- В Башкирии работает промышленное производство съедобных ложек из муки, яиц и масла. В месяц производится до 100 тысяч ложек. Сбор средств на запуск производства проходил с помощью краудфандинг-платформ[5]. По заверениям технологов, съедобной ложкой можно есть первые блюда, т.к ложка не размокает в течение 10-15 минут[6]. Продукт представлен в 30 регионах страны, а также экспортируется в Белоруссию и Казахстан.
- В Самарском государственном техническом университете была произведена съедобная посуда из тыквы, кабачка и яблочного пюре. Проект задумывался как экспериментальный — экологичный вариант для космонавтов, позволяющий минимизировать мусорные отходы на орбите. Для производства одного съедобного стакана нужно 200 граммов яблочного пюре[4].